# Robert Tobler (Schriftsteller)
Robert Tobler (* 25. September 1937 in Zürich; † 28. März 2019 ebenda) war ein Schweizer Schriftsteller.

## Biografie
Robert Tobler wuchs in Zürich auf, besuchte das Evangelische Lehrerseminar, arbeitete drei Jahre als Oberstufenlehrer in Uster und Zürich. Er studierte Musik und Theologie (Musikakademie und Konservatorium Zürich, Universität Basel und Zürich), war sieben Jahre Organist in Fehraltorf und wurde Pfarrer in Emmenbrücke, Jugendpfarrer in Zug und 1978 Gemeindepfarrer in Knonau.
1971 gründete Robert Tobler mit Markus Jenny und Edwin Nievergelt die Arbeitsgemeinschaft «Neues Singen in der Kirche», die 1980 das oekumenische Jugendgesangbuch «Kumbaya» herausgab. Aus dieser Zeit stammen drei Lieder auf Texte seiner Frau Eva Zeltner. Sie erschienen in verschiedenen Gesangbüchern.
1978 erhielt Tobler den 2. Preis für das Jugendhörspiel Chönd Si mir säge, wo de Liebgott isch? und wurde freier Mitarbeiter bei Radio DRS, später auch am Sender Freies Berlin, seit 2003 Rundfunk Berlin-Brandenburg (RBB).
1982 Wahl ans Primarlehrerseminar des Kantons Zürich (heute Pädagogische Hochschule), wo er Didaktik der biblischen Geschichte und der Lebenskunde, sowie religiöse Grundfragen unterrichtete. 1995 wurde er Professor, 2000 trat er in den Ruhestand.
Parallel zu seiner Lehrtätigkeit schrieb er Kinderbücher, Romane für Jugendliche, Gedichte und Hörspiele. Er lebte in Zürich und Berlin.

## Bücher
- Wo ist Osterdorf? Benziger 1984, ISBN 3-545-28022-5.
- Haben Sie den Sonntag gesehen? Benziger 1984, ISBN 3-545-28026-8.
- Siebenmal Nikolaus, Benziger 1984. ISBN 3-545-28024-1.
- Die verrückten Wochentage. Schweizerisches Jugendschriftenwerk, 1987, 1995, 2003, 2016
- Du rififi chez les jours de la semaine. Traduit par Line Rollier. OEuvre Suisse des Lectures pour la jeunesse, 2003.
- Igls deis strubagleas. Versiun surmirana da Domenica Steier-Brenn. Turitg Lia rumantscha Cuira, 1991
- Rechnen ungenügend oder AVE EVA. Zytglogge, 1990, 1991, 2005, ISBN 3-7296-0350-7.
- Siebenmal Nikolaus. Arena 1990, ISBN 3-401-01631-8.
- Buchstabengeschichten. Zytglogge, 1992, 2005, ISBN 3-7296-0431-7.
- Juli findet nicht statt. Zytglogge, 1995, ISBN 3-7296-0517-8.
- Provokationen. Schweizerisches Jugendschriftenwerk, 1998.
- Ein Flügel dreht durch. Instrumentengeschichten.  Zytglogge, 1998, 2002, ISBN 3-7296-0568-2.
- Provocaziuns., Ovra svizra da lectura per la giuventetgna, Cuira, 2000.
- Please call me. Jugendroman. Zytglogge, 2002, ISBN 3-7296-0633-6.
- Benzinrüssler und Schweinehund. Tierische Geschichten. Zytglogge, 2007, ISBN 978-3-7296-0743-9.

## Geschichten in Anthologien
- Ein klarer Fall. In: Dieter Leuenberger: Aus der Welt. Zytglogge, 2005, ISBN 3-7296-0700-6.
- Brote und Fische. In: Daniel J. Schütz: Der Pfarrer. Zytglogge, 2008, ISBN 978-3-7296-0753-8.
- Ein schwieriger Fall. In: Heidi Schänzle-Geiger, Gerhard Damann: Alois und Auguste. Geschichten über das Vergessen. Huber 2009, ISBN 978-3-7193-1514-6.

## Hörspiele
- Chönd Si mir säge, wo de lieb Gott isch? Schweizer Radio DRS 1978.
- Waren Sie dabei, als Jesus gekreuzigt wurde? Schweizer Radio DRS 1979.
- Das Spiel ist aus, Regie Geri Dillier, Schweizer Radio DRS 2004.
- Frau Musica, literarisch-musikalischer Krimi für Erzählerin und Orchester, Theater Lüneburg, 2007.

## Tonträger
- En Flügel flippt uus, Zytglogge 1999. MC ZYT 1467
- Zauberflöte, Rockgitarre & Co, Zytglogge 2000. MC ZYT 1474

## Melodien und Begleitsätze
- Wer durfte zuerst zum Stall hingehn. In: «Kumbaya», TVZ, 1975, ISBN 3-290-11443-0.
- Gott, dieses Kind dir dargebracht, in Kumbaya, TVZ 1975.
- Wir suchen dich Gott, doch wir finden dich nicht. In: Katholisches Gesangbuch. 1998, ISBN 3-9521507-0-3 und rise up – Ökumenisches Liederbuch für junge Leute, Reinhardt, 2009, ISBN 3-7252-0715-1
- Amen, in: Gesangbuch der evang.-reformierten Kirchen der deutschsprachigen Schweiz, Reinhardt, ISBN 3-7245-0989-8